# Кућа сестринства
Кућа сестринства (енгл. The House on Sorority Row) амерички је слешер хорор филм из 1982. године, редитеља и сценаристе Марка Росмана, са Кетрин Макнил, Ајлин Дејвидсон, Џенис Зидо, Робин Мелој, Харли Џејн Козак и Лоис Келсо Хант у главним улогама. Радња прати групу од седам другарица из куће сестринства, које прогони мистериозни убица, након што неслана шала коју приређују мајки куће проузрокује фаталан исход.
Прича је делимично инспирисана француским хорором Злобници (1955), док је Росман сценарио написао 1980, под оригиналним насловом Седам сестара. Снимање се одвијало током лета 1980, у Пајксвилу (Мериленд). Филм је премијерно приказан 19. новембра 1982, док је шире биоскопско приказивање имао тек од 21. јануара 1983. Остварио је комерцијални успех и стекао култни статус међу фановима жанра. Часопис Complex укључио га је у своју ретроспективу најбољих слешер филмова свих времена. Критичар Џим Харпер наводи да је Кућа сестринства имала директног утицаја на радњу још једног популарног слешера Знам шта сте радили прошлог лета (1997).
Године 2009. снимљен је лабави римејк под насловом Сестринство.

## Радња
Седам другарица из исте куће сестринства, Кејти, Вики, Лиз, Џини, Дајана, Морган и Стиви, организују журку поводом прославе дипломирања. Журку прекида строга мајка куће, госпођа Слејтер. Да би јој се осветиле, девојке, предвођене с Вики, приређују јој неслану шалу, која доведе до тога да Вики упуца и убије Слејтер. Оне се договарају да прикрију убиство и тело сакрију у базену који нико не користи.
Исте ноћи, на журци коју су организовале почиње да их прогања мистериозни убица, који као оружје користи штап госпође Слејтер.

## Улоге
| Глумац           | Улога               |
| ---------------- | ------------------- |
| Кетрин Макнил    | Кетрин „Кејти” Роуз |
| Ајлин Дејвидсон  | Вики                |
| Џенис Зидо       | Лиз                 |
| Робин Мелој      | Џини                |
| Харли Џејн Козак | Дајана              |
| Џоди Драјги      | Морган              |
| Елен Доршер      | Стиви               |
| Лоис Келсо Хант  | Дороти Слејтер      |
| Кристофер Лоренс | др Нелсон Бек       |
| Мајкл Кун        | Питер               |
| Мајкл Серђо      | Рик                 |
| Чарлс Серио      | Ерик Слејтер        |
| Рут Волш         | госпођа Роуз        |